# La Chapelle-du-Bourgay
Pour les articles homonymes, voir La Chapelle.
La Chapelle-du-Bourgay est une commune française située dans le département de la Seine-Maritime, en région Normandie.

## Géographie

### Description

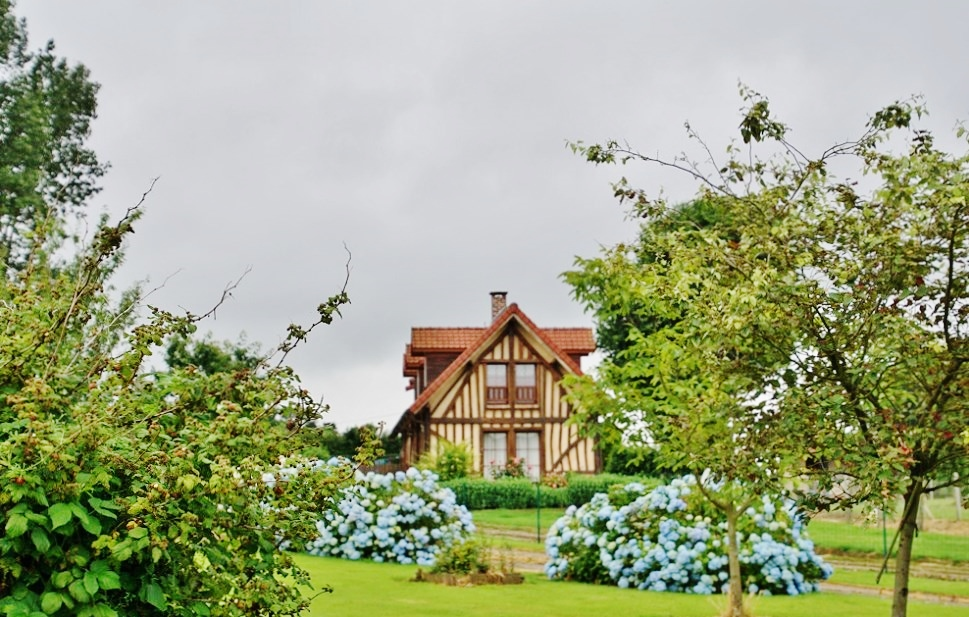
Une maison du village.

La Chapelle-du-Bourgay est un village rural du pays de Caux, situé sur le plateau dominant la rive gauche de la Varenne et desservi par le tracé historique de l'ex-RN 15 (actuelle RD 915).
Il est situé à 13 km au sud-est de Dieppe, 42 km de Rouen et 25 km au nord-ouest de Neufchâtel-en-Bray.

### Communes limitrophes
|             | Le Bois-Robert         | Saint-Germain-d'Étables |
| La Chaussée | La Chapelle-du-Bourgay | Torcy-le-Petit          |
|             | Sainte-Foy             |                         |

### Hydrographie
La commune est située dans le bassin Seine-Normandie. Elle n'est drainée par aucun cours d'eau,.

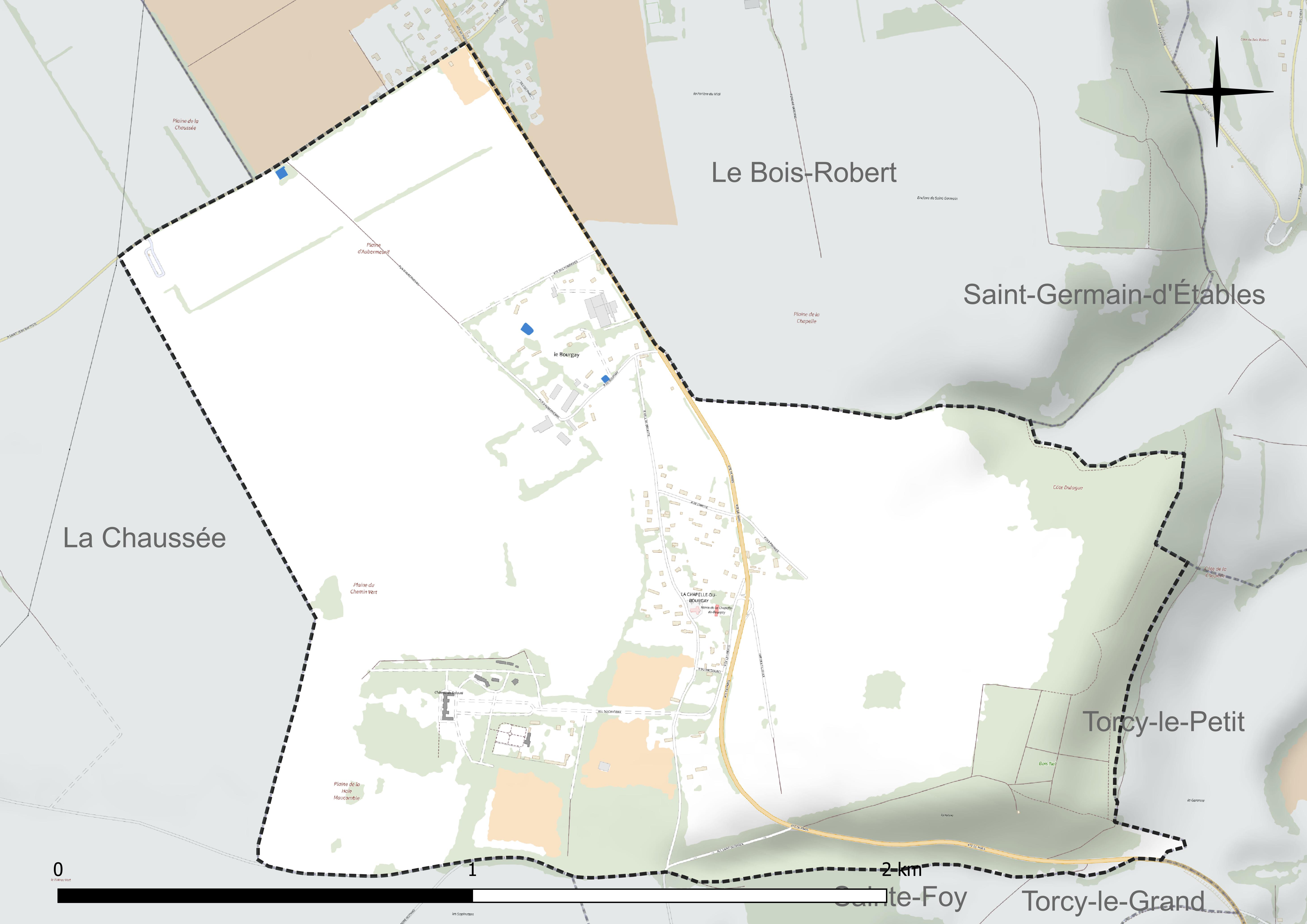
Réseau hydrographique de la Chapelle-du-Bourgay.

### Climat
Pour des articles plus généraux, voir Climat de la Normandie et Climat de la Seine-Maritime.
En 2010, le climat de la commune est de type climat océanique franc, selon une étude du CNRS s'appuyant sur une série de données couvrant la période 1971-2000. En 2020, Météo-France publie une typologie des climats de la France métropolitaine dans laquelle la commune est exposée à un climat océanique et est dans la région climatique Côtes de la Manche orientale, caractérisée par un faible ensoleillement (1 550 h/an) ; forte humidité de l’air (plus de 20 h/jour avec humidité relative > 80 % en hiver), vents forts fréquents. Parallèlement le GIEC normand, un groupe régional d’experts sur le climat, différencie quant à lui, dans une étude de 2020, trois grands types de climats pour la région Normandie, nuancés à une échelle plus fine par les facteurs géographiques locaux. La commune est, selon ce zonage, exposée à un « climat maritime », correspondant au Pays de Caux, frais, humide et pluvieux, légèrement plus frais que dans le Cotentin.
Pour la période 1971-2000, la température annuelle moyenne est de 10,3 °C, avec une amplitude thermique annuelle de 13,4 °C. Le cumul annuel moyen de précipitations est de 910 mm, avec 13,1 jours de précipitations en janvier et 8,6 jours en juillet. Pour la période 1991-2020, la température moyenne annuelle observée sur la station météorologique la plus proche, située sur la commune de Dieppe à 12 km à vol d'oiseau, est de 11,3 °C et le cumul annuel moyen de précipitations est de 805,2 mm,. Pour l'avenir, les paramètres climatiques de la commune estimés pour 2050 selon différents scénarios d’émission de gaz à effet de serre sont consultables sur un site dédié publié par Météo-France en novembre 2022.

## Urbanisme

### Typologie
Au 1er janvier 2024, La Chapelle-du-Bourgay est catégorisée commune rurale à habitat dispersé, selon la nouvelle grille communale de densité à sept niveaux définie par l'Insee en 2022.
Elle est située hors unité urbaine. Par ailleurs la commune fait partie de l'aire d'attraction de Dieppe, dont elle est une commune de la couronne,. Cette aire, qui regroupe 62 communes, est catégorisée dans les aires de 50 000 à moins de 200 000 habitants,.

### Occupation des sols
L'occupation des sols de la commune, telle qu'elle ressort de la base de données européenne d’occupation biophysique des sols Corine Land Cover (CLC), est marquée par l'importance des territoires agricoles (78,7 % en 2018), une proportion identique à celle de 1990 (78,7 %). La répartition détaillée en 2018 est la suivante : 
terres arables (55,5 %), forêts (21,3 %), prairies (17,5 %), cultures permanentes (5,7 %). L'évolution de l’occupation des sols de la commune et de ses infrastructures peut être observée sur les différentes représentations cartographiques du territoire : la carte de Cassini (XVIIIe siècle), la carte d'état-major (1820-1866) et les cartes ou photos aériennes de l'IGN pour la période actuelle (1950 à aujourd'hui).

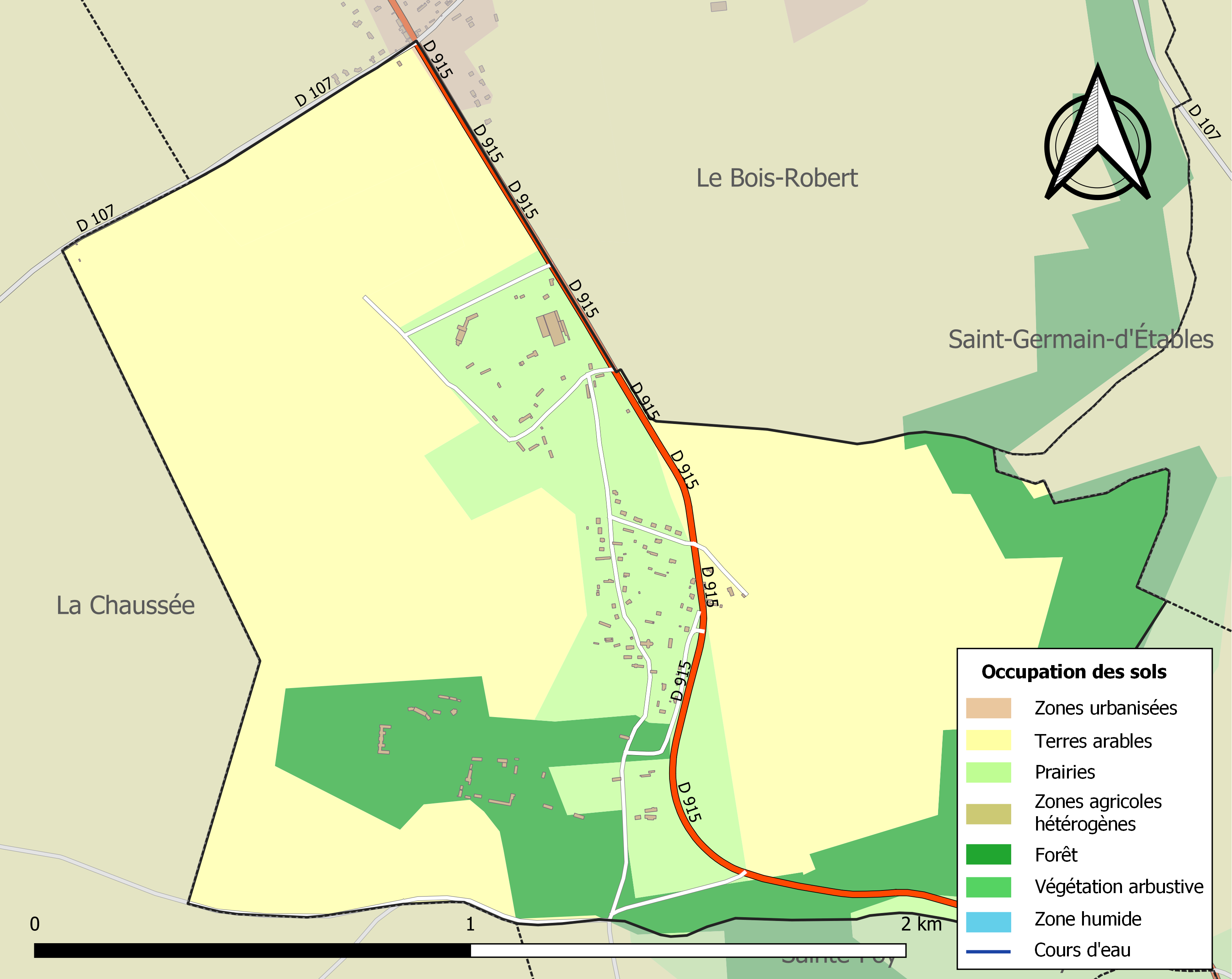
Carte des infrastructures et de l'occupation des sols de la commune en 2018 (CLC).

## Toponymie
Commune anciennement formée de La Chapelle et de Le Bourgay.
Le nom de la localité est attesté sous les formes Capellam vers 1210, Borgueel en 1233, Capella juxta Burgolium en 1337, La Chapelle du Bourgueel au XVe siècle, La Chapelle du Bourgeay en 1793, La Chapelle en 1801.
Le vieux français Borgeel signifiait « bourg, agglomération », forme dérivée de bourg au sens de « château ».

## Politique et administration

### Rattachements administratifs et électoraux
Rattachements administratifs
La commune se trouve  dans l'arrondissement de Dieppe du département de la Seine-Maritime.
Elle faisait partie depuis 1793 du canton de Longueville-sur-Scie. Dans le cadre du redécoupage cantonal de 2014 en France, cette circonscription administrative territoriale a disparu, et le canton n'est plus qu'une circonscription électorale.
Rattachements électoraux
Pour les élections départementales, la commune fait partie depuis 2014 du canton de Luneray
Pour l'élection des députés, elle fait partie de la dixième circonscription de la Seine-Maritime.

### Intercommunalité
La commune était membre de la communauté de communes de Varenne et Scie, un établissement public de coopération intercommunale (EPCI) à fiscalité propre créé fin 2001.
Dans le cadre des prescriptions de la loi portant nouvelle organisation territoriale de la République (Loi NOTRe) du 7 août 2015 prescrit, dans le cadre de l'approfondissement de la coopération intercommunale, que les intercommunalités à fiscalité propre doivent, sauf exceptions, regrouper au moins 15 000 habitants, cette intercommunalité fusionne avec ses voisines pour former, le 1er janvier 2017, la Communauté de communes Terroir de Caux dont la Chapelle-du-Bourgay est désormais membre.

### Liste des maires
| Période                                  | Période       | Identité           | Étiquette | Qualité                        |
| ---------------------------------------- | ------------- | ------------------ | --------- | ------------------------------ |
| Les données manquantes sont à compléter. |               |                    |           |                                |
| 1835                                     |               | Suzanne de Bréauté |           |                                |
| Les données manquantes sont à compléter. |               |                    |           |                                |
| mars 1977                                | mars 1983     | Johnny Doom        |           |                                |
| mars 1983                                | juin 1995     | Charles Vue        |           |                                |
| juin 1995                                | mars 2008     | Jean Heluin        |           |                                |
| mars 2008                                | mars 2014     | Johnny Doom        |           |                                |
| mars 2014                                | décembre 2018 | Christian Giffard  |           | Démissionnaire                 |
| mars 2019                                | Juin 2020     | Vincent Grizard    |           | Réélu pour le mandat 2020-2026 |
| juin 2020                                | En cours      | Vincent GRIZARD    |           |                                |

## Population et société

### Démographie
L'évolution du nombre d'habitants est connue à travers les recensements de la population effectués dans la commune depuis 1793. Pour les communes de moins de 10 000 habitants, une enquête de recensement portant sur toute la population est réalisée tous les cinq ans, les populations de référence des années intermédiaires étant quant à elles estimées par interpolation ou extrapolation. Pour la commune, le premier recensement exhaustif entrant dans le cadre du nouveau dispositif a été réalisé en 2005.

En 2022, la commune comptait 109 habitants, en évolution de −15,5 % par rapport à 2016 (Seine-Maritime : +0,35 %, France hors Mayotte : +2,11 %).
| 1793 | 1800 | 1806 | 1821 | 1831 | 1836 | 1841 | 1846 | 1851 |
| ---- | ---- | ---- | ---- | ---- | ---- | ---- | ---- | ---- |
| 137  | 115  | 143  | 178  | 181  | 187  | 180  | 198  | 185  |

| 1856 | 1861 | 1866 | 1872 | 1876 | 1881 | 1886 | 1891 | 1896 |
| ---- | ---- | ---- | ---- | ---- | ---- | ---- | ---- | ---- |
| 198  | 184  | 196  | 161  | 156  | 142  | 145  | 138  | 132  |

| 1901 | 1906 | 1911 | 1921 | 1926 | 1931 | 1936 | 1946 | 1954 |
| ---- | ---- | ---- | ---- | ---- | ---- | ---- | ---- | ---- |
| 127  | 118  | 124  | 124  | 122  | 128  | 126  | 130  | 124  |

| 1962 | 1968 | 1975 | 1982 | 1990 | 1999 | 2005 | 2006 | 2010 |
| ---- | ---- | ---- | ---- | ---- | ---- | ---- | ---- | ---- |
| 130  | 110  | 112  | 110  | 123  | 95   | 121  | 130  | 129  |

| 2015 | 2020 | 2022 | - | - | - | - | - | - |
| ---- | ---- | ---- | - | - | - | - | - | - |
| 129  | 112  | 109  | - | - | - | - | - | - |

### Enseignement
Les enfants du village sont scolarisés par un regroupement pédagogique intercommunal (RPI) qui regroupe les communes du Bois-Robert, La Chapelle-du-Bourgay,   Saint-Germain-d'Étables et  Torcy-le-Petit.

## Culture locale et patrimoine

### Lieux et monuments
- Église paroissiale Saint-Pierre.

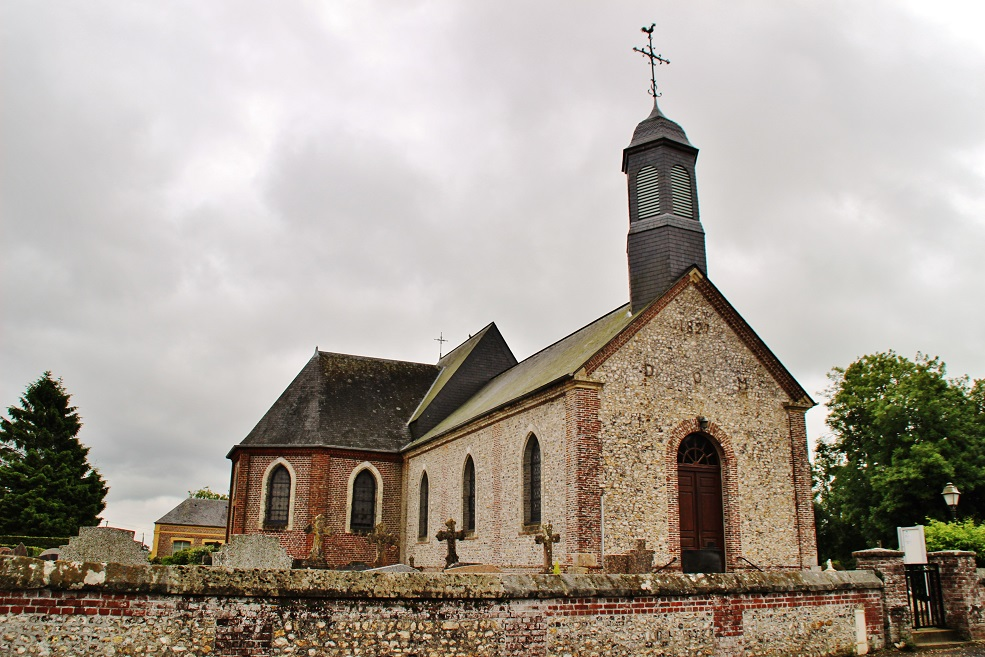
L'église de La Chapelle-du-Bourgay.

- Le château de La Chapelle-du-Bourgay, son parc  Site classé (1943)[28].